# Marco Cláudio Marcelo (sobrinho de Augusto)
Marco Cláudio Marcelo (41 a.C. — 23 a.C.) foi sobrinho e genro de Augusto.
Era filho de Octávia a Menor, irmã de Octávio, e de Caio Cláudio Marcelo Menor, descendente do cônsul de 222 a.C. Marco Cláudio Marcelo. Desde muito jovem acompanhava o imperador nos atos públicos e foi designado o seu primeiro sucessor, diante de outros aspirantes, como Marco Vipsânio Agripa, Druso e os filhos de Agripa, Caio César e Lúcio César.

Em 25 a.C. [carece de fontes?] casou-se com Júlia, a Velha, a única filha de Octávio, que teve com a sua primeira mulher, Escribônia. Elegido edil curul em 23 a.C., ofereceu uns grandiosos jogos públicos em Roma, mas pouco depois enfermou e não pôde recuperar-se. Naquele ano, uma doença se espalhava por Roma e afligiu Augusto e Marcelo. Augusto contraiu a doença no início do ano, enquanto Marcelo a contraiu mais tarde, depois que o imperador já havia se recuperado. A doença foi fatal e matou Marcelo em Baiae , na Campânia , Itália . Ele seria o primeiro membro da família imperial cujas cinzas foram colocadas no Mausoléu de Augusto. As suspeitas de ser um assassinato apontavam para Lívia Drusila, a segunda esposa de Augusto, mas historiadores debatem esse fato, pelo fato de haver uma peste em Roma que ceifou muitas vidas. 
Imediatamente depois da sua morte, Agripa voltou da Ásia, onde estava agindo como legado de Augusto,[carece de fontes?] casou-se com a viúva Júlia, e converteu-se numa espécie de associado do imperador e guardião da sucessão.
O teatro de Marcelo, edificado pelo seu tio, leva tal nome na sua honra.